# Bernd Kretschmer
Bernd Kretschmer (* 24. Mai 1941 in Brieg, Provinz Niederschlesien) ist ein deutscher Lehrer und Gründungspräsident des Schülerforschungszentrums phaenovum Lörrach-Dreiländereck.

## Leben
Nach dem Abitur studierte er Physik und Mathematik an der Albert-Ludwigs-Universität in Freiburg und an der Freien Universität in Berlin. Nach dem Diplom in Theoretischer Physik und Referendarzeit nahm er 1970 eine Stelle am Hans-Thoma-Gymnasium in Lörrach an. 1977 wurde er zum Studiendirektor und Fachberater des Oberschulamts Freiburg ernannt. In dieser Eigenschaft leitete er Fortbildungsveranstaltungen für Lehrer, so z. B. zur Quantenphysik und Chaosforschung. Darüber hinaus war er 15 Jahre Beauftragter des Oberschulamts für die Begabtenförderung im Fach Physik.
Seit den 1970er Jahren förderte er in einer Arbeitsgemeinschaft besonders befähigte Schüler im Fach Physik und gründete 1989 zusammen mit Rudolf Lehn ein Vorbereitungsseminar für Teilnehmer der Physik-Olympiade. Seit 1995 bereitete er zusammen mit Kollegen Schüler auf das jährliche International Young Physicists’ Tournament (IYPT) vor. In den Jahren 1995 bis 2011 erreichte das von ihm und Rudolf Lehn betreute deutsche Team fünfmal den Physik-Weltcup. Andere internationale Wettbewerbe, bei denen von ihm trainierte Schüler hervorragende Leistungen zeigten, sind die International Conference of Young Scientists (ICYS) und der Quanta-Wettbewerb in Indien. Bei Jugend forscht erreichten Schüler der AG Regional-, Landes- und Bundessiege. Bernd Kretschmer ist Mitautor von  Physik-Schulbüchern u. a. Dorn und Bader Physik 11/12, ISBN 978-3-507-10748-9. Seine aktive Lehrertätigkeit am Hans-Thoma-Gymnasium endete nach 35 Jahren im August 2005.
Er war der Initiator und Gründungspräsident des Schüler-Forschungszentrums Lörrach-Dreiländereck phaenovum. Sommerkurse, die von Bernd Kretschmer gehalten wurden, gaben eine Einführung in die Nanotechnologie und ermöglichen für die Schüler ein eigenständiges Arbeiten. Auch nach seiner Pensionierung im August 2005 führt Bernd Kretschmer seine Arbeit in der Physik-AG fort. 2010 war die von ihm veranlasste Bewerbung des phaenovums bei dem von der Europäischen Union geförderten Programm nanoyou erfolgreich. Von 2010 bis 2016 war er Ehrenpräsident des phaenovums.

## Auszeichnungen und Ehrungen
- 2004: Georg-Kerschensteiner-Preis zusammen mit Rudolf Lehn für hervorragende Leistungen in Lehre und Physik-Vermittlung[1]
- 2006: Lehrerpreis der Helmholtz-Gemeinschaft für sein pädagogisches Engagement, das Schüler zu eigenständigem wissenschaftlichen Arbeiten motiviert
- 2006: Bürgerpreis der Bürgerstiftung Lörrach für seine Förderung junger Menschen zu naturwissenschaftlicher Forschung[2]
- 2008: Bundesverdienstkreuz am Bande[3]
- 2009: Ehrendoktorwürde in Philosophie der Philosophisch-Naturwissenschaftlichen Fakultät der Universität Basel[4]
- 2010: Ehrennadel der Deutschen Physikalischen Gesellschaft für sein außerordentliches Engagement in der Förderung von begabten Schülern im Fach Physik[5]